# 윤현진 (독립운동가)

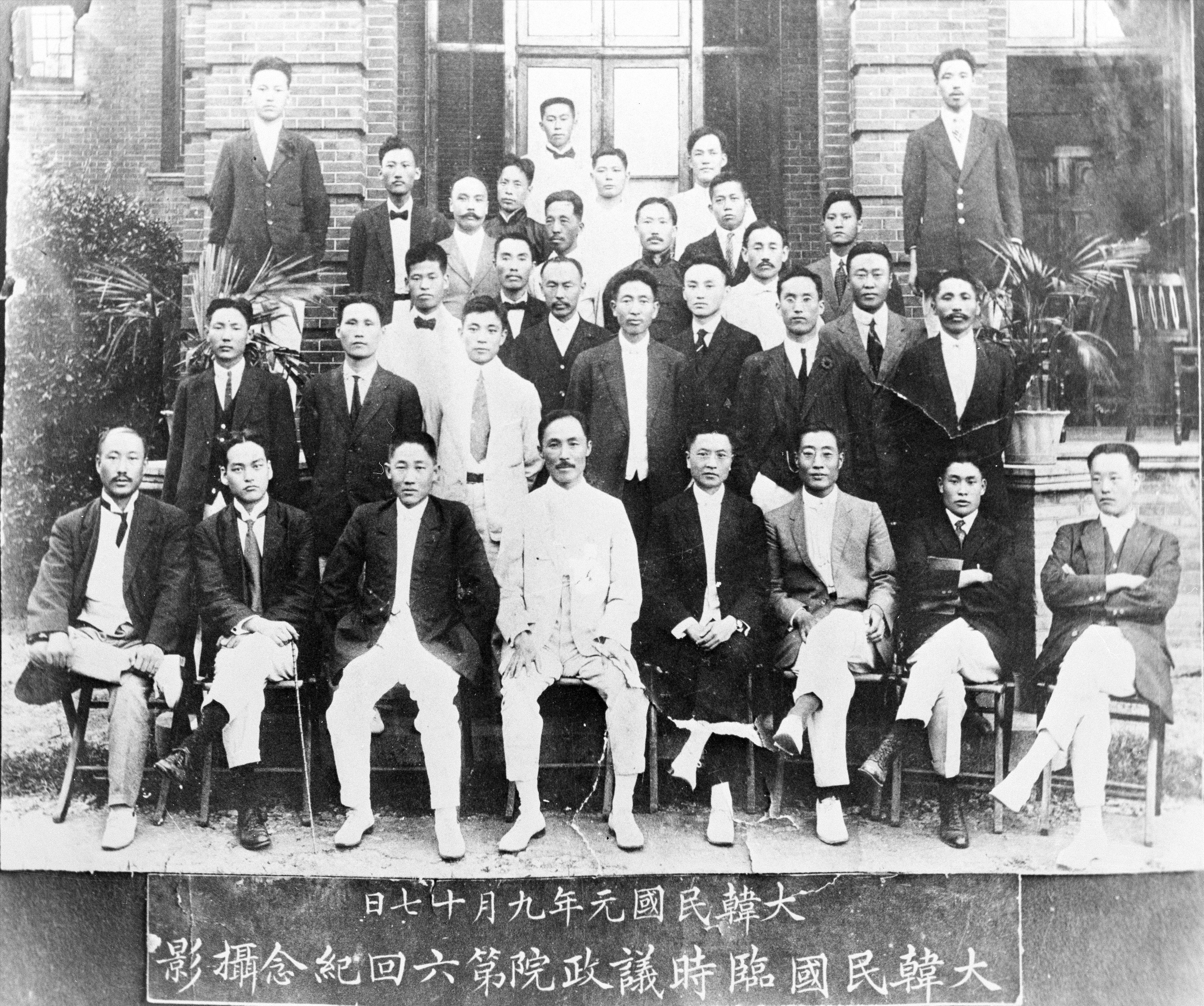
임시의정원 동료들과 함께. 앞줄 가운데 안창호 왼쪽이 윤현진

윤현진(尹顯振, 1892년 9월 16일 ~ 1921년 9월 17일)은 일제강점기의 독립운동가이다. 호는 우산(右山), 경상남도 양산군 상북면 소토리 출신.
1914년 일본 메이지대학(明治大學)에 유학, 법학을 공부한 뒤 귀국하여 대동청년당(大東靑年黨)에 들어가 안희제(安熙濟), 서상일(徐相日) 등과 함께 독립운동에 투신하였다. 그 후 독립운동자금을 모금하기 위해 동지들과 함께 공동소비조합(共同消費組合)을 설립, 자금 1만 2천원을 모금, 마련하고 동지들과 부산에서 백산상회(白山商會)를 경영하였다.
3.1운동 때 미국인 선교사를 통하여 자금 30만원을 상하이 임시 정부로 보내고, 일본 경찰의 감시를 피해 중국으로 탈출, 대한민국 임시정부 재무부 차장이 되었다.

## 사후
1962년 건국훈장 독립장이 추서되었다. 1995년 6월 23일 대전국립묘지에 안장되었다.

## 같이 보기
- 안희제
- 백산상회
- 서상일